# Фигейраш, Диогу
Дио́гу Жозе́ Роза́риу Го́миш Фиге́йраш (порт. Diogo José Rosário Gomes Figueiras; 1 июля 1991, Каштаньейра-ду-Рибатежу) — португальский футболист, правый защитник.

## Карьера
Фигейраш начинал карьеру в академии лиссабонской «Бенфики». Дебют в профессиональном футболе у него состоялся в сезоне 2010/11 за клуб «Пиньялновенсе» из третьего дивизиона Португалии.
Летом 2011 года Фигейраш перешёл в «Пасуш де Феррейра», подписав трёхлетний контракт. 28 августа 2011 года Диогу дебютировал за новый клуб в высшем португальском дивизионе в матче против «Фейренсе» (0:0), где он был удалён.
Зимой 2012 года Фигейраш был отдан в аренду на полгода в «Морейренсе».
Летом 2012 года Диогу вернулся в «Пасуш де Феррейра» и помог клубу по итогам сезона 2012/13 впервые в истории попасть в Лигу чемпионов.
18 июля 2013 года Фигейраш перешёл в испанскую «Севилью», с которой подписал контракт до 2017 года. 28 сентября 2013 года он дебютировал в чемпионате Испании в матче против клуба «Реал Сосьедад» (1:1). 16 марта 2014 года Фигейраш забил первый гол за «Севилью» в матче против клуба «Реал Вальядолид» (4:1).
25 мая 2016 года перешёл в греческий клуб «Олимпиакос» (Пирей). Сумма трансфера составила 1,5 млн евро.
В январе 2018 года Фигейраш вернулся в Португалию, заключив контракт на четыре года с «Брагой».

## Достижения
«Севилья»
- Победитель Лиги Европы (3): 2013/14, 2014/15, 2015/16

«Олимпиакос»
- Чемпион Греции: 2016/17